# پاک سنگهار
پاک سنگهار (به انگلیسی: Pak Singhar) یک منطقهٔ مسکونی در پاکستان است که در ناحیه تندو الله‌یار واقع شده‌است. پاک سنگهار ۴۳٬۴۷۳ نفر جمعیت دارد.